# Partido Conservador (Reino Unido)
O Partido Conservador (em inglês: Conservative Party), oficialmente Partido Conservador e Unionista (em inglês: Conservative and Unionist Party), é um dos dois principais partidos políticos do Reino Unido, juntamente com seu rival, o Partido Trabalhista. No espectro político convencional, está entre a centro-direita e a direita, englobando várias facções ideológicas, incluindo eurocéticos, thatcheristas, tradicionalistas e, em menor número, conservadores paternalistas. Após governar de forma ininterrupta de 2010 a 2024, com cinco primeiros-ministros, o partido é, atualmente, a oposição oficial no Parlamento do Reino Unido.
O Partido Conservador foi originalmente fundado em 1834 pelo Partido Tory (motivo pelo qual seus membros e eleitores são conhecidos como "tories") e foi um dos dois partidos políticos dominantes no século XIX, juntamente com o Partido Liberal. Sob Benjamin Disraeli, desempenhou um papel proeminente na política no auge do Império Britânico. Em 1912, o Partido Liberal Unionista fundiu-se com o Partido Conservador para formar o Partido Conservador e Unionista. Desde a década de 1920, o Partido Trabalhista emergiu como o principal rival dos conservadores e a rivalidade política conservador-trabalhista moldou a política britânica moderna no último século.
Nas eleições gerais de 2010, os conservadores formaram um governo de coalizão com os Liberais Democratas. Após as eleições gerais de 2015, os conservadores formaram um governo com uma pequena maioria. Uma eleição geral antecipada em 2017 resultou na perda da maioria por parte conservadores e nos mesmos tendo que governar por meio de um acordo de confiança e fornecimento com o Partido Unionista Democrático. Nas eleições gerais de 2019, os conservadores obtiveram uma maioria de 80 assentos, mas uma série de escândalos levou à moção de censura de Boris Johnson, à crise do governo de julho de 2022 e à renuncia do então primeiro-ministro enquanto ele aguardava uma disputa pela liderança. Johnson foi sucedido por Liz Truss, que anunciou sua própria renúncia menos de dois meses depois, após outra crise governamental. Rishi Sunak foi eleito sem oposição como líder do partido em 24 de outubro de 2022, permanecendo no cargo até 2 de novembro de 2024, quando foi substituído por Kemi Badenoch.
O partido geralmente adota políticas economicamente liberais favoráveis ao livre mercado desde a década de 1980, embora historicamente tenha defendido o protecionismo. O partido defende o unionismo britânico, opondo-se a uma Irlanda unida, bem como à independência escocesa e galesa. Historicamente, apoiou a continuação e manutenção do Império Britânico. O partido adotou várias abordagens em relação à União Europeia (UE), tornando-se cada vez mais eurocético, com o slogan "Faça o Brexit" (em inglês: "Get Brexit Done"), após a decisão de deixar a UE em um referendo de 2016 realizado durante o governo de David Cameron. Historicamente, adotou uma abordagem socialmente conservadora, mas sua política social tornou-se mais moderada, evidenciada pela legalização da união homoafetiva sob a coalizão conservadora-liberal democrata em 2014, a suspensão da proibição de mulheres em funções de combate nas forças armadas em 2016 sob o governo de Cameron e a legalização da maconha medicinal em 2018 sob o segundo ministério de Theresa May. Na política de defesa, favorece uma forte capacidade militar, incluindo um programa independente de armas nucleares e compromisso com a adesão à OTAN.
A base de votação e apoio financeiro do Partido Conservador historicamente consistiu principalmente em donos de casas, empresários, fazendeiros, incorporadoras imobiliárias e eleitores de classe média, especialmente em áreas rurais e suburbanas da Inglaterra. No entanto, desde o referendo da UE em 2016, os conservadores também visam os eleitores da classe trabalhadora em áreas urbanas de pequeno e médio porte (que tradicionalmente apoiam os trabalhistas), utilizando campanhas políticas direcionadas contra o que eles apontam como danos causados pela liberdade de circulação dos trabalhadores na UE (dentro do Mercado Comum da UE) e a Convenção Europeia de Direitos Humanos.
As filiais do partido em Londres, Escócia, País de Gales e Irlanda do Norte são semi-autônomas. Os conservadores são um dos partidos fundadores da União Internacional da Democracia e foram membros fundadores do Partido dos Conservadores e Reformistas Europeus.

## História
O Partido Conservador foi fundado na década de 1830. No entanto, alguns escritores traçam suas origens para o rei Carlos I na década de 1620. Outros escritores apontam para uma facção, enraizada no Partido Whig do século XVIII, que se uniu em torno de William Pitt, o Novo, na década de 1780. Eles eram conhecidos como "Whigs independentes", "Amigos do Sr. Pitt" e nunca usaram termos como "Tory" ou "Conservador". Pitt morreu em 1806. A partir de 1812, o nome "Tory" era comumente usado para um novo partido que, segundo o historiador Robert Blake, "são os ancestrais do conservadorismo". Blake acrescenta que os sucessores de Pitt depois de 1812 "não eram de forma alguma expoentes do verdadeiro toryismo".
O termo "conservador" foi sugerido como um titulo para o partido por um artigo de J. Wilson Croker na revista Quarterly Review em 1830. O nome imediatamente pegou e foi oficialmente adotado sob a égide de Sir Robert Peel por volta de 1834. Desde de então, Peel é reconhecido como fundador do Partido Conservador, que ele criou com o anuncio do Manifesto de Tamworth. O termo "Partido Conservador", em vez de Tory, se tornou o uso dominante a partir de 1845.
O partido se consolidou como uma força política distinta no início do século XIX, sob a liderança de figuras como Sir Robert Peel e Benjamin Disraeli. Durante esse período, começou a se organizar mais formalmente e a articular uma plataforma política que incluía a defesa dos interesses da aristocracia, a manutenção da ordem social e, posteriormente, a promoção do livre comércio.
Ao longo do século XIX, passou por mudanças significativas, incluindo a aprovação de reformas políticas que expandiram gradualmente o direito de voto. Essas reformas culminaram na Lei de Reforma de 1867, que ampliou o eleitorado urbano e, até certo ponto, reduziu o domínio dos proprietários de terras na política britânica.
O partido alcançou grande sucesso sob a liderança de Benjamin Disraeli e William Ewart Gladstone durante a Era Vitoriana. No entanto, enfrentou desafios com o surgimento do Partido Trabalhista e a crescente demanda por reformas sociais e econômicas no final do século XIX e início do século XX, especialmente com o fortalecimento do movimento operário.
Durante o século XX, os conservadores continuaram a ser uma força política dominante na Grã-Bretanha, embora tenham enfrentado períodos de oposição, especialmente durante os governos trabalhistas. 
O período pós-guerra viu os conservadores retornarem ao poder sob a liderança de Winston Churchill, seguido por governos notáveis liderados por figuras como Margaret Thatcher e John Major.
O governo de Margaret Thatcher, que durou de 1979 a 1990, foi um período de grande transformação para o Partido Conservador e para a política britânica em geral. Thatcher implementou políticas neoliberais, incluindo privatizações em massa, desregulamentação e austeridade, deixando um legado duradouro conhecido como "thatcherismo".
O Partido Conservador enfrentou desafios internos e externos ao longo das décadas, incluindo divisões sobre a presença do Reino Unido na UE e a necessidade de adaptar suas políticas às mudanças sociais e econômicas.
Nos anos 2010, figuras como David Cameron tentaram modernizar o partido, adotando uma abordagem moderada com foco em questões sociais e ambientais, enquanto ainda mantinham um compromisso com princípios conservadores básicos.
O partido continua a ser uma força influente na política britânica, embora enfrente desafios como a gestão da economia do Reino Unido após sua saída da UE, as repercussões da pandemia de COVID-19 e a alternância de primeiros-ministros conservadores no poder, com Theresa May, Boris Johnson, Liz Truss e Rishi Sunak.

## Resultados Eleitorais

### Eleições legislativas
| Data    | Líder(es)                                       | Cl. | Votos      | %            | +/-  | Deputados | +/- | Status   |
| ------- | ----------------------------------------------- | --- | ---------- | ------------ | ---- | --------- | --- | -------- |
| 1835    | Robert Peel                                     | 2.º | 261 269    | 42,8 / 100,0 |      | 273 / 658 |     | Oposição |
| 1837    | Robert Peel                                     | 2.º | 379 694    | 48,3 / 100,0 | 5,5  | 314 / 658 | 41  | Oposição |
| 1841    | Robert Peel                                     | 1.º | 306 314    | 50,9 / 100,0 | 2,6  | 367 / 658 | 53  | Governo  |
| 1847    | Edward Smith-Stanley, 14.º Conde de Derby       | 2.º | 205 481    | 42,7 / 100,0 | 8,2  | 325 / 656 | 42  | Governo  |
| 1852    | Edward Smith-Stanley, 14.º Conde de Derby       | 2.º | 311 481    | 41,9 / 100,0 | 0,8  | 330 / 654 | 5   | Governo  |
| 1857    | Edward Smith-Stanley, 14.º Conde de Derby       | 2.º | 239 712    | 34,0 / 100,0 | 7,9  | 264 / 658 | 66  | Oposição |
| 1859    | Edward Smith-Stanley, 14.º Conde de Derby       | 2.º | 193 232    | 34,3 / 100,0 | 0,3  | 298 / 654 | 34  | Oposição |
| 1865    | Edward Smith-Stanley, 14.º Conde de Derby       | 2.º | 346 035    | 40,5 / 100,0 | 6,2  | 289 / 658 | 9   | Oposição |
| 1868    | Benjamin Disraeli                               | 2.º | 903 318    | 38,4 / 100,0 | 2,1  | 271 / 658 | 18  | Oposição |
| 1874    | Benjamin Disraeli                               | 1.º | 1 091 708  | 44,3 / 100,0 | 5,9  | 350 / 652 | 79  | Governo  |
| 1880    | Benjamin Disraeli                               | 2.º | 1 426 351  | 42,5 / 100,0 | 1,8  | 237 / 652 | 113 | Oposição |
| 1885    | Robert Gascoyne-Cecil, 3.º Marquês de Salisbury | 2.º | 2 020 927  | 43,5 / 100,0 | 1,0  | 247 / 670 | 10  | Oposição |
| 1886    | Robert Gascoyne-Cecil, 3.º Marquês de Salisbury | 1.º | 1 520 886  | 51,1 / 100,0 | 7,6  | 394 / 670 | 147 | Governo  |
| 1892    | Robert Gascoyne-Cecil, 3.º Marquês de Salisbury | 1.º | 2 159 150  | 47,0 / 100,0 | 4,1  | 313 / 670 | 81  | Governo  |
| 1895    | Robert Gascoyne-Cecil, 3.º Marquês de Salisbury | 1.º | 1 894 772  | 49,0 / 100,0 | 2,0  | 411 / 670 | 98  | Governo  |
| 1900    | Robert Gascoyne-Cecil, 3.º Marquês de Salisbury | 1.º | 1 767 958  | 50,3 / 100,0 | 1,3  | 402 / 670 | 9   | Governo  |
| 1906    | Arthur Balfour                                  | 2.º | 2 422 071  | 43,4 / 100,0 | 6,9  | 156 / 670 | 246 | Oposição |
| 01/1910 | Arthur Balfour                                  | 1.º | 3 104 407  | 46,7 / 100,0 | 3,3  | 272 / 670 | 116 | Oposição |
| 12/1910 | Arthur Balfour                                  | 1.º | 2 420 169  | 46,3 / 100,0 | 0,4  | 271 / 670 | 1   | Oposição |
| 1918    | Andrew Bonar Law                                | 1.º | 3 472 738  | 33,3 / 100,0 | 13,0 | 332 / 707 | 61  | Governo  |
| 1922    | Andrew Bonar Law                                | 1.º | 5 294 465  | 38,5 / 100,0 | 5,2  | 344 / 615 | 12  | Governo  |
| 1923    | Stanley Baldwin                                 | 1.º | 5 286 159  | 38,0 / 100,0 | 0,5  | 258 / 615 | 56  | Oposição |
| 1924    | Stanley Baldwin                                 | 1.º | 7 418 983  | 46,8 / 100,0 | 8,8  | 412 / 615 | 154 | Governo  |
| 1929    | Stanley Baldwin                                 | 1.º | 8 252 527  | 38,1 / 100,0 | 8,7  | 260 / 615 | 152 | Oposição |
| 1931    | Stanley Baldwin                                 | 1.º | 11 377 022 | 55,0 / 100,0 | 16,9 | 470 / 615 | 210 | Governo  |
| 1935    | Stanley Baldwin                                 | 1.º | 10 025 083 | 47,8 / 100,0 | 7,2  | 386 / 615 | 83  | Governo  |
| 1945    | Winston Churchill                               | 2.º | 8 716 211  | 36,2 / 100,0 | 11,6 | 197 / 615 | 189 | Oposição |
| 1950    | Winston Churchill                               | 2.º | 11 507 061 | 40,0 / 100,0 | 3,8  | 282 / 625 | 85  | Oposição |
| 1951    | Winston Churchill                               | 2.º | 13 717 850 | 48,0 / 100,0 | 8,0  | 321 / 625 | 39  | Governo  |
| 1955    | Anthony Eden                                    | 1.º | 13 310 891 | 49,7 / 100,0 | 1,7  | 345 / 630 | 24  | Governo  |
| 1959    | Harold Macmillan                                | 1.º | 13 750 875 | 49,4 / 100,0 | 0,3  | 365 / 630 | 20  | Governo  |
| 1964    | Alec Douglas-Home                               | 2.º | 12 002 642 | 43,4 / 100,0 | 6,0  | 304 / 630 | 61  | Oposição |
| 1966    | Edward Heath                                    | 2.º | 11 418 433 | 41,9 / 100,0 | 1,5  | 253 / 630 | 51  | Oposição |
| 1970    | Edward Heath                                    | 1.º | 13 145 123 | 46,4 / 100,0 | 4,5  | 330 / 630 | 77  | Governo  |
| 02/1974 | Edward Heath                                    | 1.º | 11 872 180 | 37,9 / 100,0 | 8,5  | 297 / 635 | 33  | Oposição |
| 10/1974 | Edward Heath                                    | 2.º | 10 462 565 | 35,8 / 100,0 | 2,1  | 277 / 635 | 20  | Oposição |
| 1979    | Margaret Thatcher                               | 1.º | 13 697 923 | 43,9 / 100,0 | 8,1  | 339 / 635 | 62  | Governo  |
| 1983    | Margaret Thatcher                               | 1.º | 13 012 316 | 42,4 / 100,0 | 1,5  | 397 / 650 | 58  | Governo  |
| 1987    | Margaret Thatcher                               | 1.º | 13 760 935 | 42,2 / 100,0 | 0,3  | 376 / 650 | 21  | Governo  |
| 1992    | John Major                                      | 1.º | 14 093 007 | 41,9 / 100,0 | 0,3  | 336 / 651 | 40  | Governo  |
| 1997    | John Major                                      | 2.º | 9 600 943  | 30,7 / 100,0 | 11,2 | 165 / 659 | 172 | Oposição |
| 2001    | William Hague                                   | 2.º | 8 357 615  | 31,7 / 100,0 | 1,0  | 166 / 659 | 1   | Oposição |
| 2005    | Michael Howard                                  | 2.º | 8 784 915  | 32,4 / 100,0 | 0,7  | 198 / 646 | 32  | Oposição |
| 2010    | David Cameron                                   | 1.º | 10 703 653 | 36,1 / 100,0 | 3,7  | 306 / 650 | 108 | Governo  |
| 2015    | David Cameron                                   | 1.º | 11 334 920 | 36,9 / 100,0 | 0,8  | 331 / 650 | 25  | Governo  |
| 2017    | Theresa May                                     | 1.º | 13 632 914 | 42,3 / 100,0 | 5,4  | 317 / 650 | 13  | Governo  |
| 2019    | Boris Johnson                                   | 1.º | 13 966 565 | 43,6 / 100,0 | 1,2  | 365 / 650 | 48  | Governo  |
| 2024    | Rishi Sunak                                     | 2.º | 6 827 311  | 23,7 / 100,0 | 37,6 | 121 / 650 | 244 | Oposição |

### Eleições europeias
| Data | Cl. | Votos     | %            | +/-  | Deputados | +/- |
| ---- | --- | --------- | ------------ | ---- | --------- | --- |
| 1979 | 1.º | 6 508 492 | 48,4 / 100,0 |      | 60 / 81   |     |
| 1984 | 1.º | 5 426 886 | 38,8 / 100,0 | 9,6  | 45 / 81   | 15  |
| 1989 | 2.º | 5 331 077 | 34,7 / 100,0 | 4,1  | 32 / 81   | 13  |
| 1994 | 2.º | 4 428 531 | 28,0 / 100,0 | 6,7  | 18 / 87   | 14  |
| 1999 | 1.º | 3 578 218 | 36,0 / 100,0 | 8,0  | 36 / 87   | 18  |
| 2004 | 1.º | 4 397 060 | 26,7 / 100,0 | 9,3  | 27 / 78   | 9   |
| 2009 | 1.º | 4 198 394 | 27,9 / 100,0 | 1,2  | 25 / 72   | 2   |
| 2014 | 3.º | 3 792 549 | 23,1 / 100,0 | 4,8  | 19 / 73   | 6   |
| 2019 | 5.º | 1 512 809 | 8,8 / 100,0  | 14,3 | 4 / 73    | 15  |